# 斯巴達鎮區 (印地安納州迪爾伯恩縣)
斯巴達鎮區（英語：Sparta Township）是位於美國印地安納州迪爾伯恩縣的一個行政鎮區。

## 地方資料
根據2010年美國人口普查的數據，斯巴達鎮區的面積為76.30平方千米，當中陸地面積為76.30平方千米，而水域面積為0.00平方千米。當地共有人口9810人，而人口密度為每平方千米128.57人。